# Tratado Vásquez Cobo-Martins
El Tratado Vásquez Cobo-Martins, también conocido como Tratado de Bogotá, fue un acuerdo firmado en Bogotá entre los ministros plenipotenciarios de los Estados Unidos del Brasil, Enéas Martins, y de Colombia, Alfredo Vásquez Cobo, el 24 de abril de 1907. Este tratado tenía como objetivo delimitar la frontera entre Brasil y Colombia que estaba sin definir desde la independencia de ambos países, si bien únicamente abarcó el trayecto entre la isla de San José, frente a la Piedra del Cocuy, hasta la confluencia del río Apaporis con el Caquetá basándose en la divisoria de aguas entre los ríos Amazonas y Orinoco.
El tratado en su artículo 1° define el límite de la siguiente manera:

Artículo 1: La frontera de Colombia y el Brasil, entre la Piedra del Cocuy, en el Río Negro, y la confluencia del río Apaporis, sobre  la orilla izquierda del río Yapurá o Caquetá, será la siguiente:

§1º De la isla de San José, enfrente a la Piedra del Cocuy, con rumbo oeste, buscando la orilla derecha del río Negro, que corta a los 1º 13' 51.76" de latitud norte y 7º 16' 25.9" de longitud este del meridiano de Bogotá, o sea a 23º 39' 11.51" al oeste del de Río de Janeiro; siguiendo desde ese punto en línea recta a buscar la cabecera del pequeño río Macacuni (o Macapury), afluente de la orilla derecha del río Negro o Guainía, el cual afluente queda íntegramente en territorio colombiano.
§2º De la cabecera del Macacuni (o Macapury) continuará la frontera por el divortium aquarum hasta pasar entre la cabecera del Igarapé, afluente del río Xié, y la del río Tomo, afluente del Guainía, en el sitio señalado por las coordenadas 2º 1' 26.65" de latitud  norte y 6º 28' 59.8" de longitud al este del meridiano de Bogotá, o sea a los 24º 26' 38.58" al oeste del de Río Janeiro.
§3º Continuará la frontera hacia el oeste por lo más alto del terreno sinuoso que separa las aguas que siguen para el norte de las que van para el sur, hasta encontrar el cerro Caparro, a partir del cual continuará, siempre por lo alto del terreno y dividiendo las aguas que van al río Guainía de las que corren para el río Cuiary (o Iquiare), hasta el nacimiento principal del río Memachí, afluente del río Naquieni, el que a su vez es afluente del Guainía.
§4º A partir del nacimiento principal del Memachí, a los 2º 1' 27.03" de latitud norte y 5º 51' 15.8" de longitud al este del meridiano de Bogotá, o sea a los 25º 4' 22.65" al oeste del de Río Janeiro, seguirá la línea de frontera buscando por lo alto del terreno la cabecera principal del afluente del Cuiary (o Iquiare) que queda más próximo de la cabecera del Memachí, continuando el curso del dicho afluente hasta su confluencia en el precitado Cuiary (o Iquiare).
§5º De esa confluencia bajará la línea de frontera por el thalweg del dicho Cuiary hasta el lugar donde le entre el río Pegua, su afluente de la margen izquierda, y de la confluencia del Pegua en el Cuiary seguirá la línea de frontera para occidente y por el paralelo  de dicha confluencia hasta encontrar el meridiano que pasa por la confluencia del Querarí en el Vaupés.
§6º Al encontrar el meridiano que pasa por la confluencia del río Querarí (o Cairary) en el río Vaupés, bajará la línea de frontera por  ese meridiano hasta dicha confluencia, desde donde seguirá por el thalweg del río Vaupés hasta la desembocadura del río Capury, afluente de la orilla derecha del referido río Vaupés, cerca de la cascada Jauarité.
§7º Desde la desembocadura del dicho río Capury seguirá la frontera para el oeste por el thalweg del mismo Capury, y hasta su nacimiento  cerca de los 69º 30' de longitud oeste de Greenwich, bajando por el meridiano de ese nacimiento a buscar el Taraira, siguiendo después por el thalweg de dicho Taraira hasta su confluencia con el Apaporis, y por el thalweg del Apaporis hasta su desembocadura en el río Yapurá o Caquetá, donde termina la parte de frontera establecida por el presente tratado, quedando así definida la línea Piedra del Cocuy-Boca del Apaporis; y el resto de la frontera entre los dos países disputada, sujeta a posterior arreglo en el caso de que Colombia resulte favorecida en sus otros litigios con el Perú y el Ecuador.

El tratado fue aprobado por el congreso colombiano por ley 24 de 1907 y el canje de ratificaciones tuvo lugar el 20 de abril de 1908 en Río de Janeiro.